# Ichthyophis
Ichthyophis är ett släkte av groddjur. Ichthyophis ingår i familjen Ichthyophiidae.

## Dottertaxa tillIchthyophis, i alfabetisk ordning[1]
- Ichthyophis acuminatus
- Ichthyophis atricollaris
- Ichthyophis bannanicus
- Ichthyophis beddomei
- Ichthyophis bernisi
- Ichthyophis biangularis
- Ichthyophis billitonensis
- Ichthyophis bombayensis
- Ichthyophis dulitensis
- Ichthyophis elongatus
- Ichthyophis garoensis
- Ichthyophis glandulosus
- Ichthyophis glutinosus
- Ichthyophis humphreyi
- Ichthyophis husaini
- Ichthyophis hypocyaneus
- Ichthyophis javanicus
- Ichthyophis kodaguensis
- Ichthyophis kohtaoensis
- Ichthyophis laosensis
- Ichthyophis longicephalus
- Ichthyophis mindanaoensis
- Ichthyophis monochrous
- Ichthyophis orthoplicatus
- Ichthyophis paucisulcus
- Ichthyophis pseudangularis
- Ichthyophis sikkimensis
- Ichthyophis singaporensis
- Ichthyophis sumatranus
- Ichthyophis supachaii
- Ichthyophis tricolor
- Ichthyophis youngorum